# Кёге
Кёге (дат. Køge) — город в коммуне Кёге области Зеландия (Дания), административный центр коммуны Кёге.

## История
Хотя поселение существовало ещё в XII веке, впервые Кёге упоминается среди городов Зеландии лишь в хартии короля Эрика VI, изданной в 1288 году. Хартия даровала Кёге те же права, что и городу Роскильде, а также давала четырёхлетнее освобождение от налогов. Во времена Средневековья город стал важным торговым центром.
Когда во время графской распри Кристофер Ольденбургский высадился в Дании в 1554 году, то, готовясь к атаке на Копенгаген, он обосновался именно в Кёге.
В 1612 году в Кёге началась «охота на ведьм», в результате чего как минимум 15 женщин были сожжены на костре.
Во время датско-шведской войны 1657—1658 годов шведский король Карл X Густав, перейдя зимой по льду через Большой Бельт, устроил штаб-квартиру в Кёге. Так как вскоре после подписания мирного договора между Данией и Швецией разразилась новая война и шведский король опять обосновался в Кёге, то город было решено укрепить, для чего было разрушено много зданий. Начался упадок города.
В 1807 году здесь состоялось одно из сражений англо-датской войны 1807—1814 годов. Потеря Норвегии и национальное банкротство привели к тому, что в 1816 году Кёге представлял собой не более чем гарнизонный пост.
Рост экспорта сельхозпродукции вдохнул в Кёге новую жизнь. В первой половине XIX века в городе было создано несколько промышленных предприятий (в 1842 году — чугунолитейный завод, в 1852 году — бумажная и табачная фабрики и т. д.). В 1870 году в город пришла железная дорога.
В 2014 году к западу города Кёге на острове Зеландия была обнаружена круглая крепость Валле Боргринг диаметром 145 метров. В 2018 году на побережье был найден дубовый корабль размером 16 метров в длину и 7 метров в ширину.